# اچ‌دی ۲۸۲۵۴
اچ‌دی ۲۸۲۵۴ یک ستاره است که در صورت فلکی ماهی زرین قرار دارد.